# Ishmael (roman)
Ishmael est un conte philosophique écrit par l'auteur américain Daniel Quinn paru en 1992 en langue anglaise, en 1997 en langue française et réédité en 2018 par les Éditions LIBRE. Il interroge la pensée mythologique au cœur de la civilisation moderne, ses effets sur la morale, et comment cela se rapporte à la soutenabilité et l'effondrement de société à l'échelle globale.

## Description
Le conte utilise un style de dialogue socratique pour déconstruire la notion que les humains sont le paroxysme de l'évolution biologique. Il postule que l'anthropocentrisme et plusieurs autres idées modernes largement acceptées sont des mythes culturels et que la civilisation globale donne corps à ces mythes avec des conséquences catastrophiques. Le conte a reçu le prix Turner Tomorrow Fellowship Award de 500.000$ en 1991, un an avant sa première publication.
Ce livre est le premier d'une trilogie formé par les suites The Story of B (jamais édité en français) et Professeur cherche élève ayant désir de sauver le monde (My Ishmael en version originale). Cette trilogie inspira le film Instinct, sorti en 1999. Quinn détaille également comment il est arrivé à l'idée à la base d'Ishmael dans son autobiographie, Providence : The Story of a fifty-Year Vision Quest. Un autre livre dans la lignée d'Ishmael est son traité publié en 1999, Beyond Civilisation.